# Leslie Fiedler

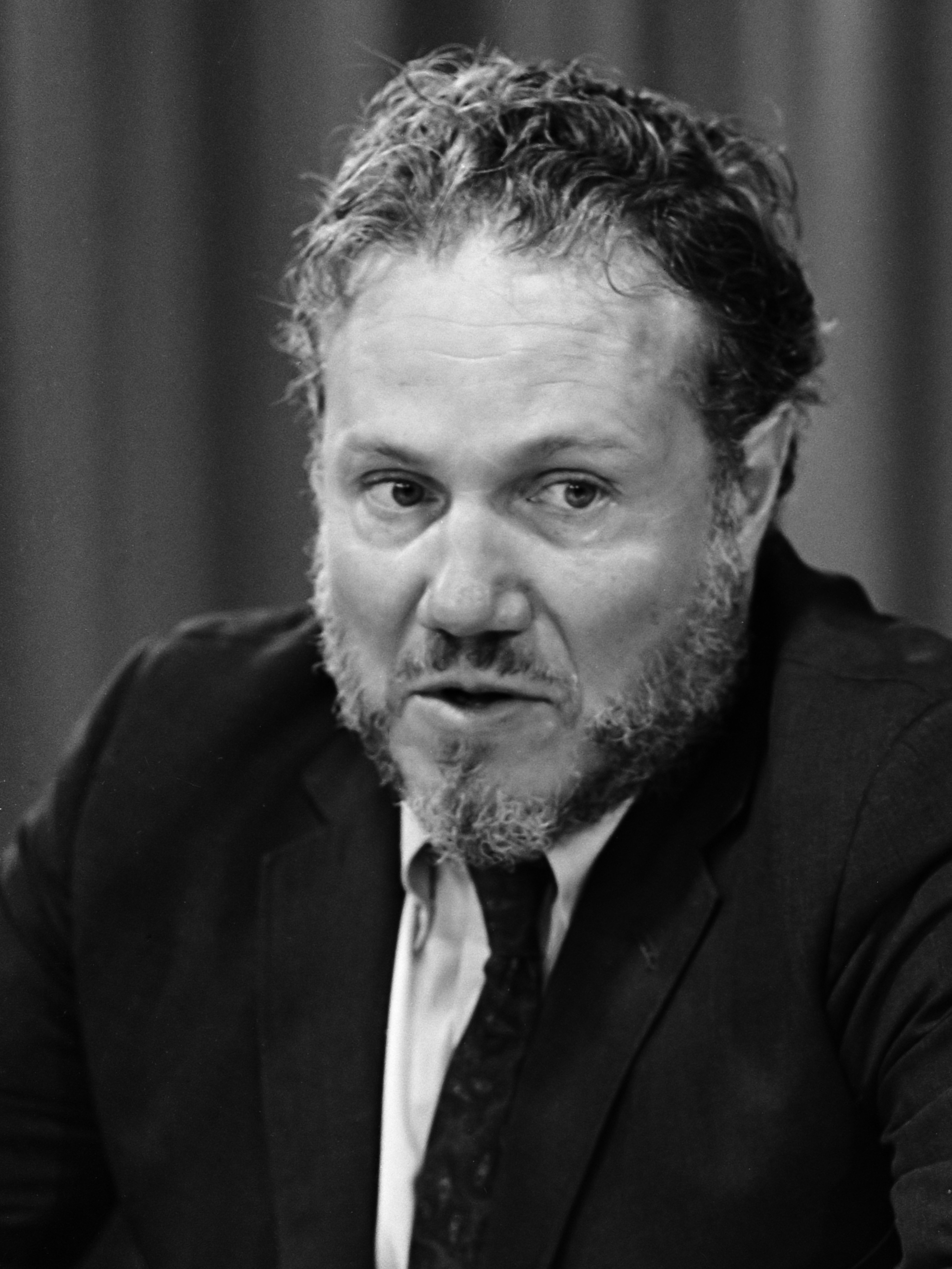
Leslie Fiedler (1967)

Leslie Fiedler (* 8. März 1917 in Newark, New Jersey; † 29. Januar 2003 in Buffalo, New York) war ein amerikanischer Literaturwissenschaftler und Literaturkritiker.
Er ist für seine Beiträge zur Genre-Theorie und zur jüdisch-amerikanischen Literatur bekannt und gilt als einer der Wegbereiter der Gender- und Queer Studies. Er führte zudem den Begriff Postmoderne in die Literaturwissenschaft ein.

## Leben
Fiedler studierte zunächst an der New York University Literaturwissenschaft und erhielt dort 1939 einen B.A.-Abschluss. An der University of Wisconsin erhielt er 1939 seinen M.A. und 1941 einen Ph. D. Von 1941 bis 1963 lehrte er an der University of Montana, danach bis zu seinem Tode an der State University of New York at Buffalo. Zahlreiche Vortragsreisen führten ihn rund um die Welt. Fiedler sprach zahlreiche Sprachen und war während des Zweiten Weltkriegs von 1943 bis 1945 als Dolmetscher und Übersetzer für Japanisch in Diensten der United States Army. Er war zweimal verheiratet und hatte drei Töchter und drei Söhne.
Fiedler machte früh als ausgesprochen spitzzüngiger und streitbarer Polemiker von sich reden. War er noch in jungen Jahren vom Sozialismus angetan, wandelte er sich mit dem aufkommenden Kalten Krieg zu einem standhaften Antikommunisten. In der ersten Ausgabe der von der CIA finanzierten politischen Zeitschrift „Encounter“ lieferte er 1953 eine postume Breitseite auf die hingerichteten Spione Ethel und Julius Rosenberg, die selbst den Herausgebern zu brachial erschien, so dass sie ein beschwichtigendes Vorwort zu dem Aufsatz nachdrucken ließen.
Eine nationale Berühmtheit wurde er nach dem Selbstmord Ernest Hemingways 1961, den Fiedler kurz zuvor in seinem Haus in Idaho besucht hatte; sein recht hämischer Bericht über den Niedergang des „großen alten Mannes“ der amerikanischen Literatur wurde vielfach nachgedruckt.
In der Bundesrepublik Deutschland wurde Fiedler vor allem durch einen im Sommer 1968 an der Albert-Ludwigs-Universität Freiburg gehaltenen Vortrag – mehr oder weniger – bekannt. Fiedler hielt dort im Rahmen eines öffentlichen Symposiums einen Vortrag unter dem Titel The Case for Post-Modernism. Dieser Text wurde im Dezember 1969 unter dem Titel Cross the Border – Close the Gap in der Zeitschrift Playboy veröffentlicht. Darin ruft Fiedler die (literarische) Postmoderne aus und erklärt die (literarische) Moderne für tot. Im September 1968 erscheint der Vortrag überarbeitet unter dem Titel Das Zeitalter der neuen Literatur in zwei Teilen in der größeren Wochenzeitung Christ und Welt. Nach der Veröffentlichung kommt es zur „Fiedler-Debatte“, an der sich namhafte deutschsprachige Autoren, u. a. Martin Walser, Reinhard Baumgart und Rolf Dieter Brinkmann, beteiligen. Größere Nachwirkungen zeigte die Debatte jedoch nicht.
1988 wurde er in die American Academy of Arts and Letters gewählt.

## Werk
1948 veröffentlichte Fiedler in der Partisan Review den provokanten Artikel Come Back to the Raft Ag'in, Huck Honey, in dem er homoerotischen Subtexten in Mark Twains Huckleberry Finn und Herman Melvilles Moby Dick nachging. Das prekäre Verhältnis der amerikanischen Gesellschaft und Literatur zu Sexualität und Rasse untersuchte er auch in seinem bis heute wohl bekanntesten Werk Love and Death in the American Novel (1960). Darin konstatierte er, dass der amerikanische Roman seit seinen Anfängen meist misogyn, wenn nicht sogar frauenlos sei, während das zentrale Thema der europäischen Literatur die Liebe zwischen Mann und Frau sei. Schon in Washington Irvings Kurzgeschichte Rip Van Winkle flüchtet der Protagonist vor seiner zänkischen Frau in die Wälder, und in James Fenimore Coopers Der Wildtöter schlägt Lederstrumpf die Ehe mit Judith Hutter aus, um weiter die Freiheit des Pionier- und Waldläuferlebens genießen zu können. Der amerikanische Schriftsteller, so Fiedler, flüchte sich aus Furcht vor der Ehe in die Welt seiner Jugend, auf See, oder in den amerikanischen Westen. So kommt es, dass die Klassiker der amerikanischen Literatur häufig reine Männergesellschaften darstellen und homoerotische Tendenzen prägend wurden, so etwa in Herman Melvilles Moby Dick, in dem der Seemann Ishmael mit dem polynesischen Harpunier Queequeg eine Art Ehe eingeht. Auch in der Literatur der amerikanischen Moderne, so im Werk Ernest Hemingways, William Faulkners und Nathanael Wests sind kaum intakte Ehen zu finden. Stattdessen sei die amerikanische Literatur pathologisch vom Tode besessen.
Auch in anderen Werken suchte Fiedler archetypische Muster insbesondere der amerikanischen Literatur nachzuzeichnen und lieferte so einen bedeutenden Beitrag zur Genre- und Mythentheorie.
Mit Freaks: Myths and images of the Secret Self legte er 1978 eine Kulturgeschichte der körperlichen Deformationen vor; er untersuchte die Rolle von Wolfskindern, bärtigen Frauen, Zwergen, Riesen, siamesischen Zwillingen und anderen vermeintlichen „Monstern“ in Literatur und Geschichte.

## Werke
- An End to Innocence: Essays on Culture and Politics (1955)
- The Art of the Essay (1958)
- No! In Thunder: Essays on Myth and Literature (1960)
- Love and Death in the American Novel (1960; überarbeitete Ausgabe 1966)
  - Liebe, Sexualität und Tod, dt. von Michael Stone und Walter Schürenberg; Propyläen, Berlin 1964 [gekürzte Ausgabe]. ISBN 3-548-35250-2
- The Second Stone: A Love Story (1963)
- Waiting for the End: The Crisis in American Culture and a Report on Twentieth-Century American Literature (1964)
- Back to China (1965)
- The Continuing Debate: Essays on Education (1966)
- The Last Jew in America (1966)
- The Return of the Vanishing American (1968)
  - Die Rückkehr des verschwundenen Amerikaners, dt. von Wolfgang Ignée und Michael Stone; März, Frankfurt 1970. ISBN 3-499-15686-5
- Nude Croquet: The Stories of Leslie A. Fiedler (Kurzgeschichten; 1969)
- Being Busted (1969)
- The Collected Essays of Leslie Fiedler (Zwei Bände; 1971)
- The Stranger in Shakespeare (1972)
- The Messengers Will Come No More (1974)
- A Fiedler Reader (1977)
- Freaks: Myths and Images of the Secret Self (1978), Anchor, 1. Januar 1993, ISBN 978-0385470131
- The Inadvertent Epic: From „Uncle Tom's Cabin“ to „Roots“ (1980)
- What Was Literature? Class Culture and Mass Society (1982)
- Fiedler on the Roof: Essays on Literature and Jewish Identity (199l)
- Tyranny of the Normal: Essays on Bioethics, Theology and Myth (1996)